# Terza Lega AFV
La Terza Lega AFV di calcio svizzero è una divisione del terzo campionato svizzero di calcio puramente amatoriale, la Terza Lega (settimo livello su una scala di nove). Essa è gestita dalla AFV della Associazione Svizzera di Football. Viene disputata dalle squadre del Canton Argovia.

## Partecipanti stagione 2024-25

### Gruppo 1
- Buchs
- Entfelden
- Erlinsbach
- Frick
- Gontenschwil
- Kölliken
- Küttigen II
- Niederlenz
- Oftringen
- Othmarsingen
- Rupperswil
- Sarmenstorf
- Seengen
- Zofingen II

### Gruppo 2
- Brugg
- Frick II
- Fislisbach
- Kappelerhof
- Mellingen
- Merenschwand
- Neuenhof
- Niederwil
- Turgi
- Veltheim
- Villmergen
- Windisch
- Würenlingen
- Zurzach